# Skotos (mitología)
En la mitología griega Skotos (en griego Σκότος, la «Oscuridad»), es una fuerza o deidad primordial, asociada a la cosmogonía de Alcmán. Se trata de las Tinieblas primordiales, en alusión a otos mitos de la creación, y tiene como parelo a Érebo, más utilizado en la mitología, y a la Calígine, mencionado por Higino. Sófocles dice que las Erinias, temibles diosas, son hijas de Evónime (la Tierra) y de lo Oscuro (Skotos). El vocablo σκότος, de género neutro, significa «tinieblas, oscuridad, negrura, sombra», y ha dado en español, por ejemplo, la voz escotofobia (miedo a la oscuridad).

En uno de los papiros de Oxirrinco, que contiene la cosmogonía propuesta por Alcmán, dice que al principio se establecieron varias fuerzas: 
«... De él Poros (Πόρος)... el viejo Tecmor (Τέκμωρ)... y la tercera la Oscuridad (Σκότος, Skótos)...».
Por el comentario del texto se sabe que se proponía una fase más antigua en que había una «materia» o sustancia original confusa y mezclada. De ella surgían Poros, el sendero del camino, y Tecmor, la meta del camino. Más tarde se ubicaría una ulterior diferenciación, operada por Tetis (Thesis), la diosa o fuerza divina que traería el orden al cosmos, inicialmente confuso y desordenado.
El poder de los tres conceptos primordiales —Thesis, la creación; Poros, el camino, y Tecmor, el final—, acabaría formando a otra generación de dioses primordiales: el día (ἆμαρ, amar), la luna (σέλανα, selana), la obscuridad (σκότος, skótos); también los destellos o estrellas (μαρμαρυγαί, marmarugas) y el sol (ἥλιος)». Que se cite a Skotos dos veces en el poema plantea ciertas dudas pero algunos estudiosos creen que σκότος es el tercer elemento del trío ἆμαρ y σέλανα, el día y la luna, fuerzas inertes que el comentarista utiliza desde un punto de vista aristotélico. West cree, en cambio, que la Oscuridad nació junto a Poros y Tecmor y no después, pues no tiene sentido incluirla naciendo después de haberse hecho la luz. La Oscuridad ocupa el puesto en la cosmogonía de Alcmán que en otras cosmogonía ocuparía la Noche. Vernant opina que la relación de Skotos con Tetis hace de esta una especie de representación de las aguas oscuras o profundidades marinas; no en vano uno de los epítetos de la nereida es cianea (κυάνεα).